# Лілль (округ)
Округ Лілль (фр. Arrondissement de Lille) — округ у Франції, в департаменті Нор. 2023 року округ об'єднував 124 муніципалітети, населення становило 1 253 768 осіб.
Адміністративний центр (супрефектура) — Лілль.

## Муніципалітети
Список муніципалітетів округу та їхні коди INSEE:
1. Авелен (59034)
2. Алленн-ле-Маре (59005)
3. Алленн-ле-Обурден (59278)
4. Аллюен (59279)
5. Ам (59299)
6. Англо (59195)
7. Аннеллен (59011)
8. Анстен (59013)
9. Анте (59281)
10. Армантьєр (59017)
11. Аттіш (59022)
12. Баші (59042)
13. Безьє (59044)
14. Берсе (59071)
15. Бовен (59052)
16. Бокам-Ліньї (59056)
17. Бондю (59090)
18. Буа-Греньє (59088)
19. Бувін (59106)
20. Бургель (59096)
21. Бусбек (59098)
22. Ваані (59630)
23. Ваврен (59653)
24. Вамбреші (59636)
25. Вандевіль (59609)
26. Ваннеен (59638)
27. Варнетон (59643)
28. Васкеаль (59646)
29. Ваттіні (59648)
30. Ваттрело (59650)
31. Вервік-Сюд (59656)
32. Верленгем (59611)
33. Вікр (59658)
34. Віллем (59660)
35. Вільнев-д'Аск (59009)
36. Гондекур (59266)
37. Грюзон (59275)
38. Деюлемон (59173)
39. Дон (59670)
40. Еммерен (59193)
41. Еннвелен (59197)
42. Еннтьєр-ан-Вепп (59196)
43. Еркенгем-ле-Сек (59201)
44. Еркенгем-Ліс (59202)
45. Ерлі (59303)
46. Еррен (59304)
47. Ескобек (59208)
48. Женеш (59258)
49. Іллі (59320)
50. Камфен-ан-Карамбо (59123)
51. Камфен-ан-Певель (59124)
52. Капенгем (59128)
53. Каппель-ан-Певель (59129)
54. Карнен (59133)
55. Кенуа-сюр-Деюль (59482)
56. Кобріє (59150)
57. Комін (59152)
58. Круа (59163)
59. Ла-Маделен (59368)
60. Ла-Невіль (59427)
61. Ла-Шапель-д'Армантьєр (59143)
62. Ламберсар (59328)
63. Ланнуа (59332)
64. Ле-Меній (59371)
65. Лезенн (59346)
66. Ленсель (59352)
67. Лерс (59339)
68. Лескен (59343)
69. Лілль (59350)
70. Ліс-ле-Ланнуа (59367)
71. Ломпре (59356)
72. Лос (59360)
73. Лувій (59364)
74. Ля-Басе (59051)
75. Марк-ан-Барель (59378)
76. Маркетт-ле-Лілль (59386)
77. Маркії (59388)
78. Мерині (59398)
79. Мон-ан-Певель (59411)
80. Монс-ан-Барель (59410)
81. Моншо (59408)
82. Муво (59421)
83. Мушен (59419)
84. Невіль-ан-Феррен (59426)
85. Нуаєль-ле-Секлен (59437)
86. Обе (59025)
87. Обурден (59286)
88. Острикур (59452)
89. Перанші (59457)
90. Перонн-ан-Мелантуа (59458)
91. Понт-а-Марк (59466)
92. Премеск (59470)
93. Провен (59477)
94. Раденгем-ан-Вепп (59487)
95. Ронк (59508)
96. Роншен (59507)
97. Рубе (59512)
98. Саї-ле-Ланнуа (59522)
99. Саломе (59550)
100. Сант (59553)
101. Секеден (59566)
102. Секлен (59560)
103. Сенген-ан-Мелантуа (59523)
104. Сенген-ан-Вепп (59524)
105. Сент-Андре-ле-Лілль (59527)
106. Сізуен (59168)
107. Тамплев (59586)
108. Тамплемар (59585)
109. Трессен (59602)
110. Туркуен (59599)
111. Турміні (59600)
112. Туффле (59598)
113. Тюмері (59592)
114. Уплен-Анкуан (59316)
115. Уплін (59317)
116. Фалампен (59462)
117. Фаш-Тюменій (59220)
118. Форе-сюр-Марк (59247)
119. Фреленг'ян (59252)
120. Фретен (59256)
121. Фромель (59257)
122. Фурн-ан-Вепп (59250)
123. Шемі (59145)
124. Шеран (59146)